# Linia kolejowa Köthen – Aschersleben
Linia kolejowa Köthen – Aschersleben – jednotorowa i niezelektryfikowana linia kolejowa w kraju związkowym Saksonia-Anhalt, w Niemczech. Łączy miejscowości Köthen (Anhalt) przez Bernburg (Saale) z Aschersleben.